# Château de Hayes
Le château de Hayes est situé sur la commune de Hayes en Moselle.

## Histoire
Le premier château a été détruit en 1367 et rebâti vers 1576.
Le logis actuel a été reconstruit en deux phases au XVIIe siècle puis au XVIIIe siècle.
Il fait l’objet d’une inscription au titre des monuments historiques depuis le 18 novembre 2004.

## Architecture
Du château de 1576 restent deux tours bornant les communs côté route.
Le logis rectangulaire datant du XVIIe siècle est encadré de deux ailes basses de communs construites au XVIIIe siècle comme l'escalier d'honneur.

## Parc et jardins
Un plan de 1752 montre un jardin à la française avec des murs de terrasse, des tours rondes et une glacière à couverture en coupole.
Le jardin régulier, les deux tours rondes isolées et la glacière dans le parc sont inscrits monument historique dans le même arrêté du 18 novembre 2004 que le château (logis, les deux ailes et l'escalier d'honneur) .